# Нигеријска наира
Нигеријска наира је званична валута у Нигерији. Скраћеница тј. симбол за наиру је ₦ а међународни код NGN. Наиру издаје Централна банка Нигерије. У 2011. години инфлација је износила 13,7%. Једна наира се састоји од 100 кобоа.
Уведена је 1973. као замена за нигеријску фунту у односу 2 наире за 1 фунту.
Постоје новчанице у износима 5, 10, 20, 50, 100, 200, 500 и 1000 наира и кованице у износима од ½, 1, 5, 10, 25, 50 кобоа и 1 и 2 наире.